# Єгія-Капай
Єгія-Капай — синагога в Євпаторії. Розташована за адресою вулиця Просмушкіних, 34 / вулиця Червоноармійська, 27-29. Будинок побудований у 1912 році за проєктом архітектора Адама Генріха. Пам'ятка архітектури.

## Історія
Будівництво синагоги було розпочато у неділю 12 червня 1911 року (за старим стилем). На будівництво синагоги Євпаторійська міська дума виділила 6 тисяч рублів. Під час заснування було закладено три камені: міським головою А. І. Нейманом, М. С. Шером та Б. М. Шишманом, які пожертвували 1200 рублів на будівництво. Архітектором проекту виступив Адам Генріх. Перша громадська молитва в побудованому будинку відбулася в неділю 19 серпня 1912 року.
Прочанином синагоги був батько радянського поета Іллі Сельвінського — Лейба Селевінський.
У 1930 році радянські керівники міста закрили синагогу. Після здобуття незалежності України в 1992 році будівлю передали єврейському національно-культурному товариству. Після проведення реставраційних робіт у 2003 році синагога була знову відкрита.
У 2011—2012 роках на прилеглій території до синагоги було відкрито кафе національної єврейської кухні «Йоськін кіт».
19 жовтня 2012 року релігійне об'єднання громад прогресивного юдаїзму Сімферополя і України та євпаторійська релігійна громада прогресивного юдаїзму провели в синагозі урочисту молитву на честь сторіччя з дня побудови.
9 червня 2017 року синагозі була відкрита символічна Мала Стіна Плачу.

## Архітектура
Вівтарна частина орієнтована не на Єрусалим, а по осі схід-захід. Будинок побудований у базилікальній формі. Металеві стовпи, розташовані двома рядами, ділять внутрішній простір на три нави. Над бічною навою і входом є хори. Центральна нава виділялася і мала подвійну покрівлю. Будинок збудовано з жовтого мамайського вапняку. У кладці чергуються вузькі і широкі ряди.

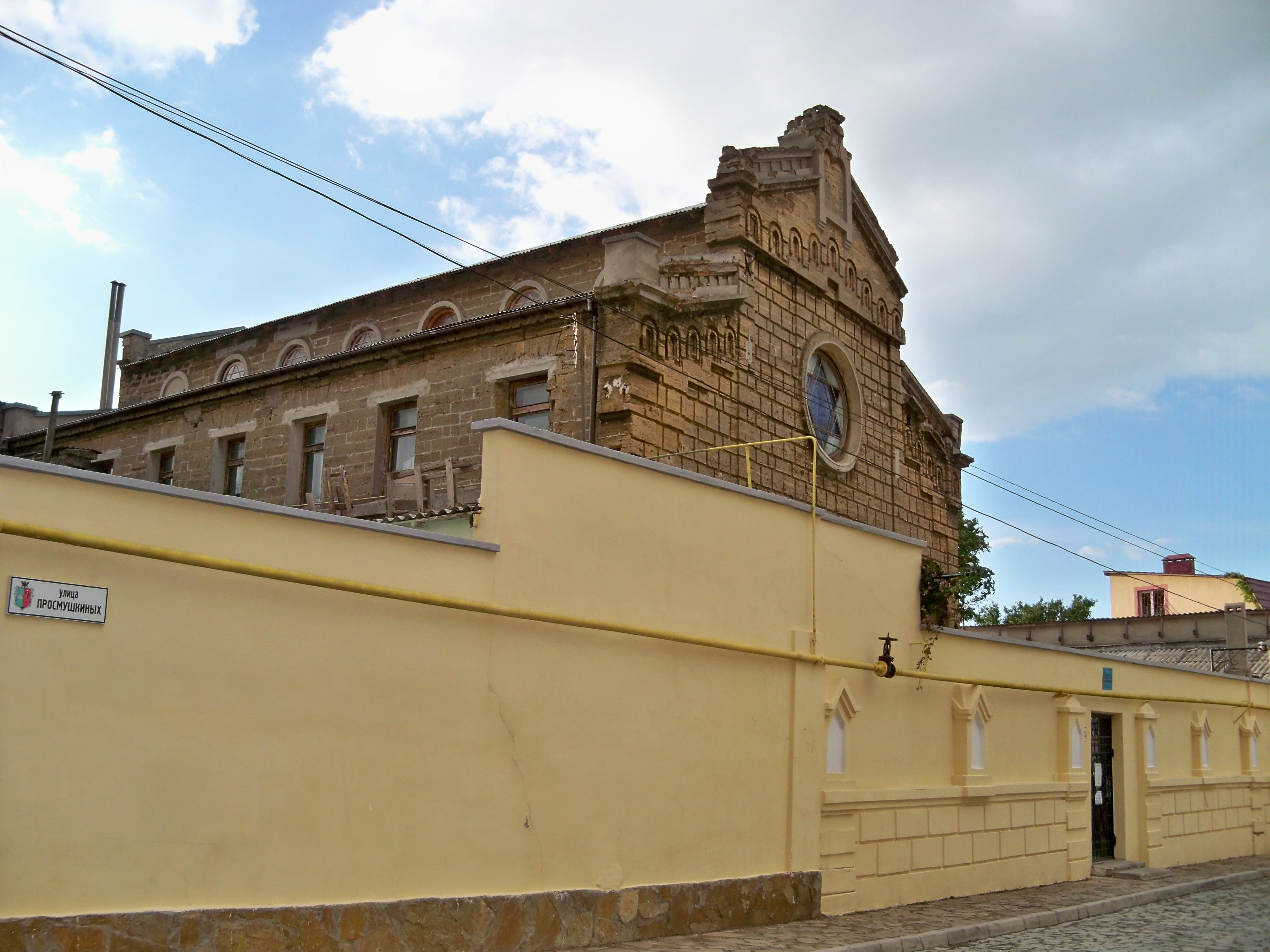
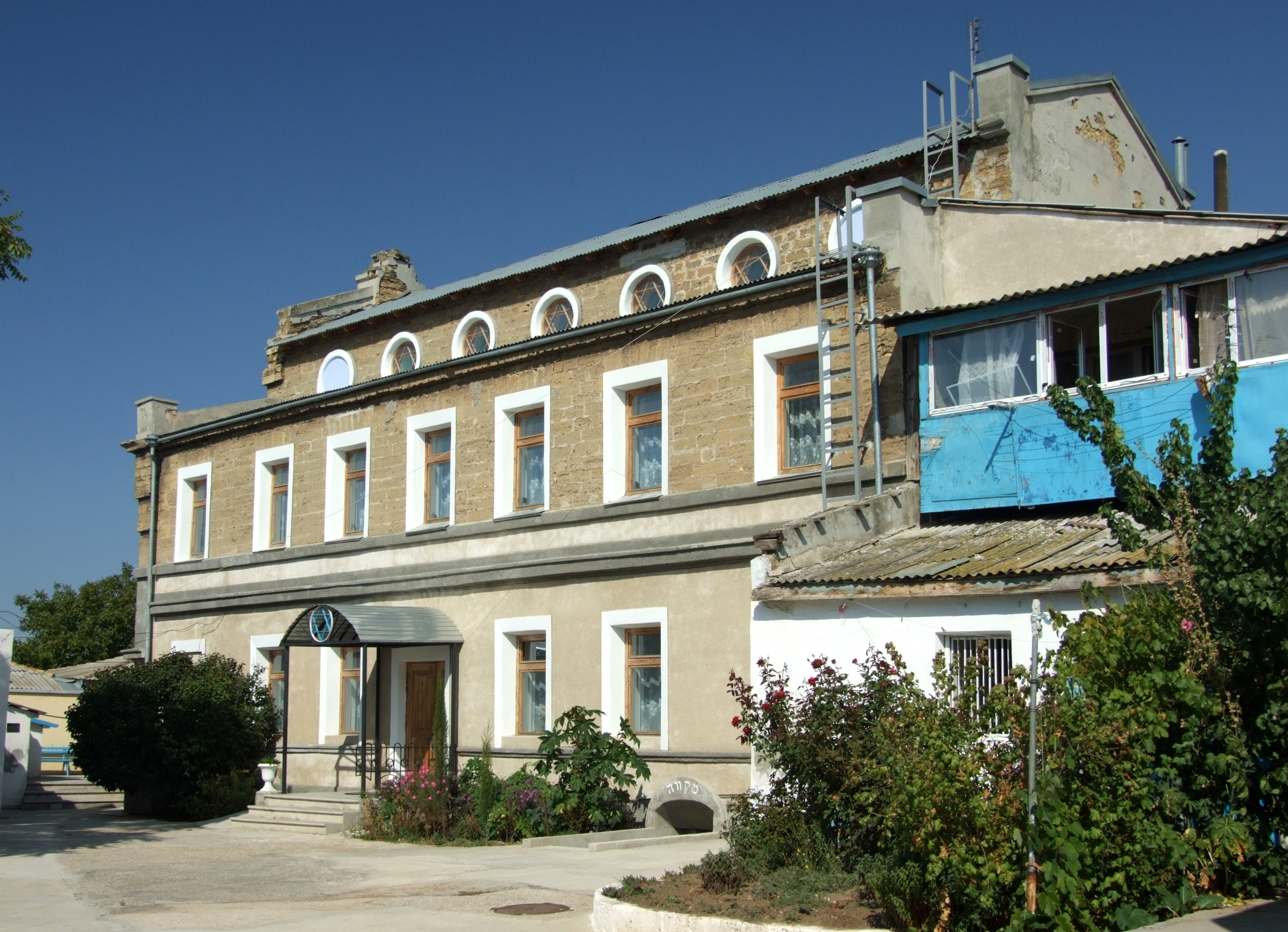
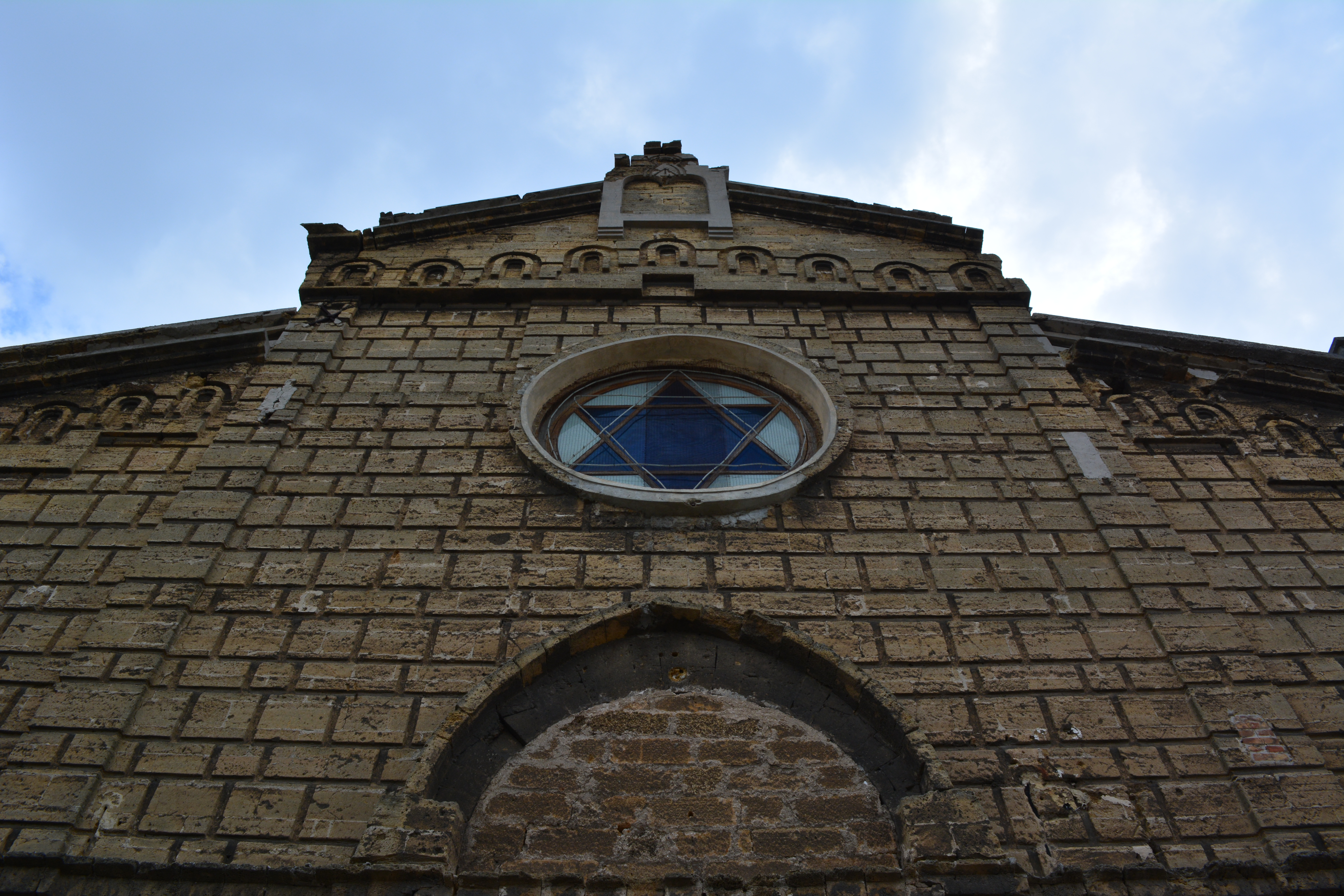
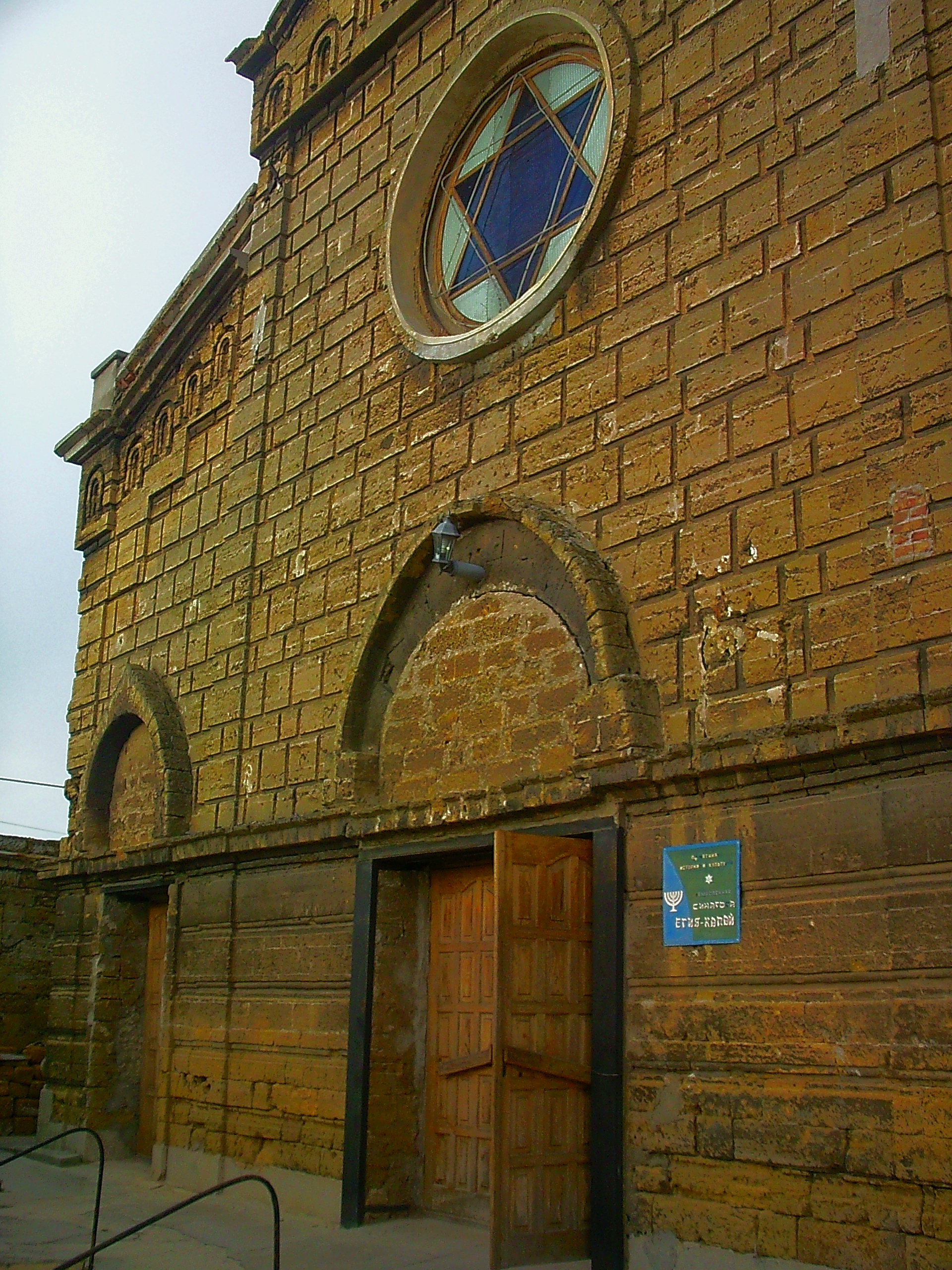
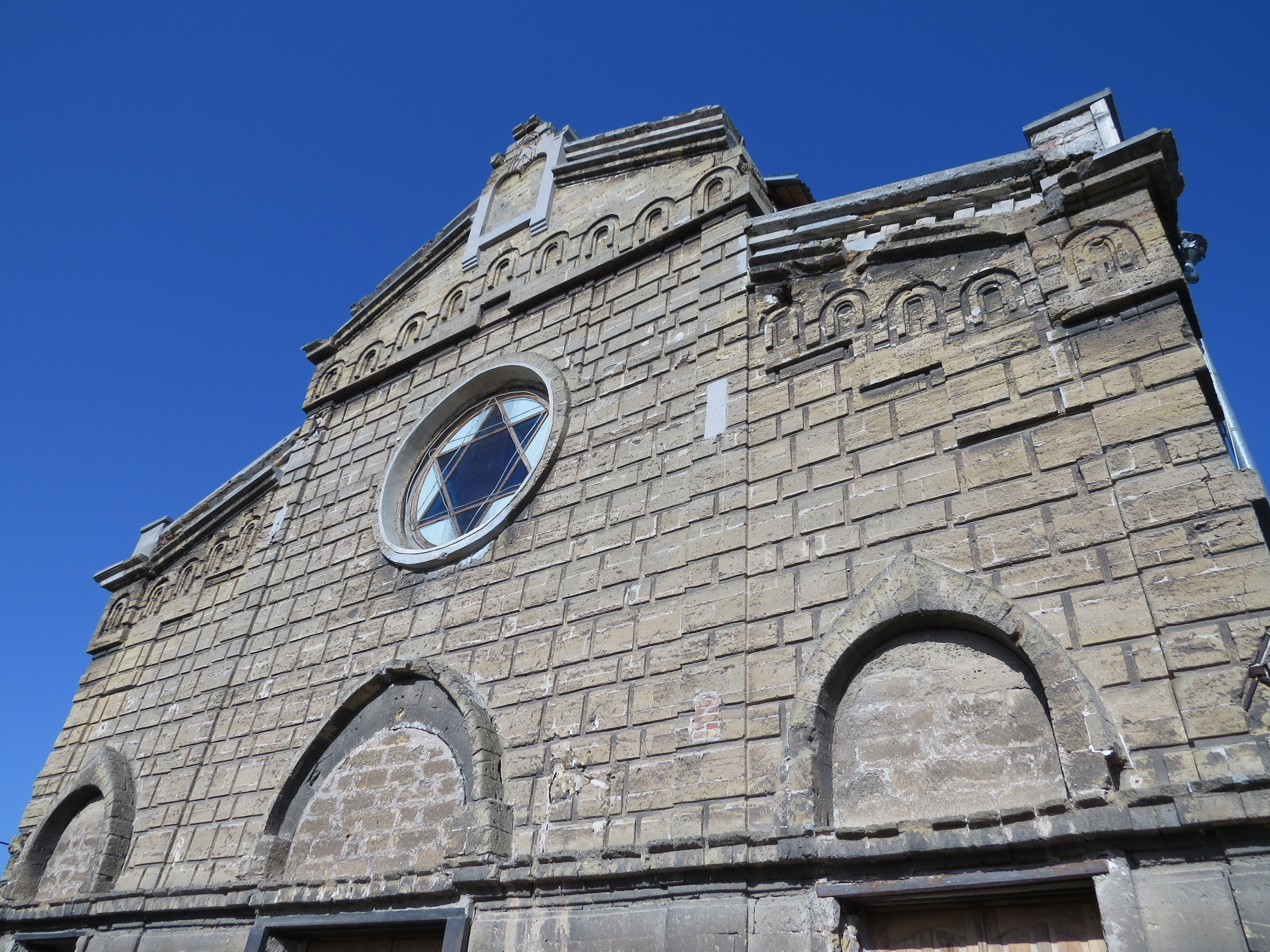

## У культурі
Макет будівлі міститься в Бахчисарайському парку мініатюр.